# Cheng Siu-keung
Cheng Siu-keung (né le 21 juillet 1952 à Hong Kong) est un directeur de la photographie et réalisateur hongkongais.
Il est directeur de la photographie pour de nombreux films de Johnnie To, Wai Ka-fai et Soi Cheang.

## Filmographie

### Comme directeur de la photographie
- 1991 : Fight Back to School de Gordon Chan
- 1992 : Fight Back to School 2 de Gordon Chan
- 1995 : Jackie Chan sous pression (Thunderbolt) de Gordon Chan
- 1998 : A True Mob Story de Wong Jing
- 1998 : A Hero Never Dies de Johnnie To
- 1998 : The Longest Nite de Patrick Yau
- 1999 : Running Out of Time de Johnnie To
- 1999 : The Mission de Johnnie To
- 1999 : Running Out of Time de Johnnie To
- 1999 : Needing You... de Johnnie To et Wai Ka-fai
- 2001 : Fulltime Killer de Johnnie To et Wai Ka-fai
- 2001 : Wu Yen de Johnnie To et Wai Ka-fai
- 2001 : Running Out of Time 2 de Johnnie To et Law Wing-cheong
- 2001 : Love on a Diet de Johnnie To et Wai Ka-fai
- 2002 : My Left Eye Sees Ghosts de Johnnie To et Wai Ka-fai
- 2002 : Fat Choi Spirit de Johnnie To et Wai Ka-fai
- 2003 : PTU de Johnnie To
- 2003 : Running on Karma de Johnnie To et Wai Ka-fai
- 2003 : Turn Left, Turn Right de Johnnie To et Wai Ka-fai
- 2004 : Breaking News de Johnnie To
- 2004 : Yesterday Once More de Johnnie To
- 2004 : Judo de Johnnie To
- 2005 : Election de Johnnie To
- 2006 : Exilé de Johnnie To
- 2006 : Election 2 de Johnnie To
- 2007 : Mad Detective de Johnnie To
- 2008 : Sparrow de Johnnie To
- 2009 : Vengeance de Johnnie To
- 2011 : La Vie sans principe de Johnnie To
- 2011 : Don't Go Breaking My Heart de Johnnie To et Wai Ka-fai
- 2013 : Drug War de Johnnie To
- 2013 : Blind Detective de Johnnie To
- 2019 : Ip Man 4 de Wilson Yip
- 2021 : Limbo de Soi Cheang
- 2022 : Detective vs Sleuths de Wai Ka-fai
- 2023 : Mad Fate de Soi Cheang
- 2024 : City of Darkness de Soi Cheang

### Comme réalisateur
- 1991 : Le Sens du devoir 6
- 1991 : Le Sens du devoir 7
- 1991 : Duk mong
- 1993 : White Lotus Cult

### Articles annexes
- Cinéma chinois